# Rand Grange
Rand Grange est une paroisse civile du Yorkshire du Nord, en Angleterre.